# سمكة القبعة الحمراء

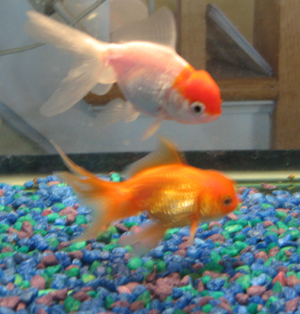
سمكة القبعة الحمراء.

سمكة القبعة الحمراء هي إحدى الأسماك الشائعة قي أحواض التربية، وهي من عائلة السمكة الذهبية (سمك ذهبي) تعيش هذه السمكة مع باقي الأنواع الأخرى المسالمة، يمكن أن تعيش السمكة لعدة سنوات إن تم الاعتناء بها، وهي تعيش في الأماكن الصغيرة أيضًا أي أنه يمكن وضعها في كرة تربية صغيرة.